# Taiwan i olympiska vinterspelen 2018
Taiwan deltog i de olympiska vinterspelen 2018 i Pyeongchang, Sydkorea, under namnet Kinesiska Taipei med en trupp på fyra atleter (tre män, en kvinna) fördelat på två sporter.
Vid invigningsceremonin bars Taiwans flagga av rodelåkaren Te-An Lien.